# MaliVai Washington
MaliVai Washington (Glen Cove, 20 giugno 1969) è un ex tennista statunitense.

## Biografia
Il suo primo importante risultato è arrivato nel 1990, quando ha sconfitto Ivan Lendl al secondo turno del torneo di New Haven.
Nel 1993 è diventato numero 11 del ranking ATP e ha raggiunto la finale ad Auckland e al Master di Miami, dove è risultato sconfitto in entrambi i casi.
Nel 1995 è stato finalista nell'unica edizione del Master di Essen (contro Muster).
Nel 1996 ha raggiunto la finale di Wimbledon, diventando il secondo afro-americano nel tennis maschile ad aver raggiunto la finale dopo Arthur Ashe, prima di arrendersi all'olandese Richard Krajicek.
Complessivamente in carriera ha vinto 4 tornei, tutti come singolarista.

## Statistiche

### Singolare

#### Vittorie (4)
| Legenda                     |
| Grande Slam (0)             |
| Tennis Masters Cup (0)      |
| Grand Slam Cup (0)          |
| ATP Masters Series (0)      |
| ATP Championship Series (1) |
| ATP World Series (3)        |

| Nº | Data             | Torneo                                         | Superficie     | Avversario della finale | Risultato     |
| -- | ---------------- | ---------------------------------------------- | -------------- | ----------------------- | ------------- |
| 1. | 10 febbraio 1992 | RMK Championships, Memphis                     | Cemento indoor | Wayne Ferreira          | 6-3, 6-2      |
| 2. | 4 maggio 1992    | U.S. Men's Clay Court Championships, Charlotte | Terra rossa    | Claudio Mezzadri        | 6-3, 6-3      |
| 3. | 10 ottobre 1994  | Ostrava Open, Ostrava                          | Sintetico      | Arnaud Boetsch          | 4-6, 6-3, 6-3 |
| 4. | 15 aprile 1996   | Bermuda Open, Bermuda                          | Terra rossa    | Marcelo Filippini       | 6-7, 6-4, 7-5 |

#### Finali perse (9)
| Legenda                     |
| Grande Slam (1)             |
| Tennis Masters Cup (0)      |
| Grand Slam Cup (0)          |
| ATP Masters Series (2)      |
| ATP Championship Series (1) |
| ATP World Series (5)        |

| Nº | Data             | Torneo                             | Superficie  | Avversario della finale | Risultato          |
| -- | ---------------- | ---------------------------------- | ----------- | ----------------------- | ------------------ |
| 1. | 6 gennaio 1992   | Auckland Open, Auckland (1)        | Cemento     | Jaime Yzaga             | 6–7, 4–6           |
| 2. | 13 febbraio 1992 | Tampa Open, Tampa                  | Terra rossa | Jaime Yzaga             | 6–3, 4–6, 1–6      |
| 3. | 15 giugno 1992   | Manchester Open, Manchester        | Erba        | Jacco Eltingh           | 3–6, 4–6           |
| 4. | 17 agosto 1992   | ATP Volvo International, New Haven | Cemento     | Stefan Edberg           | 6–7, 1–6           |
| 5. | 11 gennaio 1993  | Auckland Open, Auckland (2)        | Cemento     | Aleksandr Volkov        | 6–7, 4–6           |
| 6. | 12 marzo 1993    | Lipton Championships, Key Biscayne | Cemento     | Pete Sampras            | 3–6, 2–6           |
| 7. | 9 ottobre 1995   | ATP Ostrava, Ostrava               | Sintetico   | Wayne Ferreira          | 6–3, 4–6, 3-6      |
| 8. | 23 ottobre 1995  | Essen Open, Essen                  | Sintetico   | Thomas Muster           | 6–7, 6–2, 3–6, 4-6 |
| 9. | 7 luglio 1996    | Torneo di Wimbledon, Gran Bretagna | Erba        | Richard Krajicek        | 3–6, 4–6, 3–6      |

### Doppio

#### Finali perse (1)
| Legenda                     |
| Grande Slam (1)             |
| Tennis Masters Cup (0)      |
| Grand Slam Cup (0)          |
| ATP Masters Series (0)      |
| ATP Championship Series (0) |
| ATP World Series (1)        |

| Nº | Data              | Torneo                | Superficie  | Compagno       | Avversari della finale | Risultato |
| -- | ----------------- | --------------------- | ----------- | -------------- | ---------------------- | --------- |
| 1. | 17 settembre 1995 | Colombia Open, Bogotá | Terra rossa | Steve Campbell | Jiří Novák David Rikl  | 6–7, 2–6  |